# Death Race (film fra 2008)
Death Race er en dystopisk actionthrillerfilm fra 2008, der er skrevet og instruret af Paul W. S. Anderson. De medvirkende tæller Jason Statham, Tyrese Gibson, Ian McShane og Joan Allen.
Selvom den blev omtalt som en genindspilning af filmen Death Race 2000 fra 1975 (der er baseret på Ib Melchiors korthistorie "The Racer") i både anmeldelser og marketingsmateriale, så har instruktøren Paul W. S. Anderson udtalt på DVD-materialet, at han mere tænkte filmen som en form for prequel.
Filmen fik blandede anmeldelser, og den indspillede for $76 mio. mod et budget på $45–65 mio..
Der er blevet udgivet tre efterfølgere direkte-på-DVD: Death Race 2 (2010), Death Race 3: Inferno (2013) og Death Race: Beyond Anarchy (2018).

## Medvirkende
- Jason Statham som Jensen Ames, der overtager rollen som racekøreren Frankenstein
- Joan Allen som Hennessey
- Ian McShane som Coach
- Tyrese Gibson som Machine Gun Joe
- Natalie Martinez som Case
- Max Ryan som Pachenko
- Jason Clarke som Ulrich
- Frederick Koehler som Lists
- Jacob Vargas som Gunner
- Justin Mader som Travis Colt
- Robert LaSardo som Grimm
- Robin Shou som 14K
- David Carradine som Frankenstein Voice-over

## Eksterne Henvisninger
- Death race på Internet Movie Database (engelsk)
- Death race på Filmdatabasen
- Death race på Scope
- Death race i Svensk Filmdatabas (svensk)
- Death race på AlloCiné (fransk)
- Death race på MovieMeter (nederlandsk)
- Death race på AllMovie (engelsk)
- Death race hos American Film Institute (engelsk)
- Death race hos Behind The Voice Actors (engelsk)
- Death race på Turner Classic Movies (engelsk)